# Lavandeira (Tocantins)
Lavandeira es un municipio brasileño del estado del Tocantins. Se localiza a una latitud 12º47'19" sur y a una longitud 46º30'22" oeste, estando a una altitud de 330 metros. Su población estimada en 2004 era de 1 217 habitantes.
Posee un área de 521,5,5 km².